# 聖保羅時裝周
圣保罗时装周（葡萄牙語：São Paulo Fashion Week）是在巴西圣保罗每半年一度举办的服装贸易展。它被誉为“拉丁美洲最杰出的时尚盛事”。2009年，为了反对种族歧视，实行了配额，要求 10% 的模特必须是“黑人或原住民”。2019年，该时装周历史上首次邀请了一位跨性別男性模特Sam Porto。

## 事故
2019 年 4 月，男时装模特 Tales Soares（艺名 Tales Cotta）在秀场伸展台上倒地身亡。苏亚雷斯走在跑道上，准备退出时突然绊倒。虽然他摔倒后接受了帮助，并被送往医院，但还是未能救活过来。